# Loliha Atalena
Loliha Atalena (* 1. Februar 1997) ist eine südsudanesische Leichtathletin, die sich auf den Langstreckenlauf spezialisiert hat. 2024 siegte sie im Halbmarathon bei den Afrikaspielen in Accra und ist damit die erste Sportlerin, die eine Medaille für den Südsudan bei Afrikaspielen gewann.

## Sportliche Laufbahn
Erste internationale Erfahrungen sammelte Loliha Atalena bei den Afrikaspielen 2024 in Accra, bei denen sie in 1:14:36 h die Goldmedaille im Halbmarathon gewann.